# Satyrus parthicola
Satyrus parthicola är en fjärilsart som beskrevs av Clench och Shoumatoff 1956. Satyrus parthicola ingår i släktet Satyrus och familjen praktfjärilar. Inga underarter finns listade.